# Can Xifreda
Can Xifreda és una obra eclèctica de Sant Feliu de Codines (Vallès Oriental) protegida com a Bé Cultural d'Interès Local.

## Descripció
Es tracta d'una casa amb façana principal al passatge Martina, 5-7. Té un jardí al darrere. La casa es compon de planta baixa i dos pisos, ocupa una superfície de 138 m2 a la planta baixa. La casa és d'estil eclèctic, ja que combina algunes obertures d'estil mossàrab i amb arcs de ferradura amb motllures modernistes. Destaca la torre de defensa d'estil medieval, coronada amb merlets que s'estén al mur de contenció que tanca la finca. A les finestres d'aquest mur hi ha reixes de ferro forjat. Pel que fa als materials, es combina la maçoneria, la pedra i el maó.

## Història
Can Xifreda aplega des del 1988 la col·lecció de troballes fetes pel "Grup Talp" al llarg dels anys 50, 60 i 70, que van esdevenir patrimoni municipal l'any 1970.
El museu ofereix una exposició permanent d'arqueologia, paleontologia, mineralogia i història local i una sala d'exposicions amb eines i estris de la ramaderia catalana, una de les col·leccions més completes de Catalunya.